# Zinasco

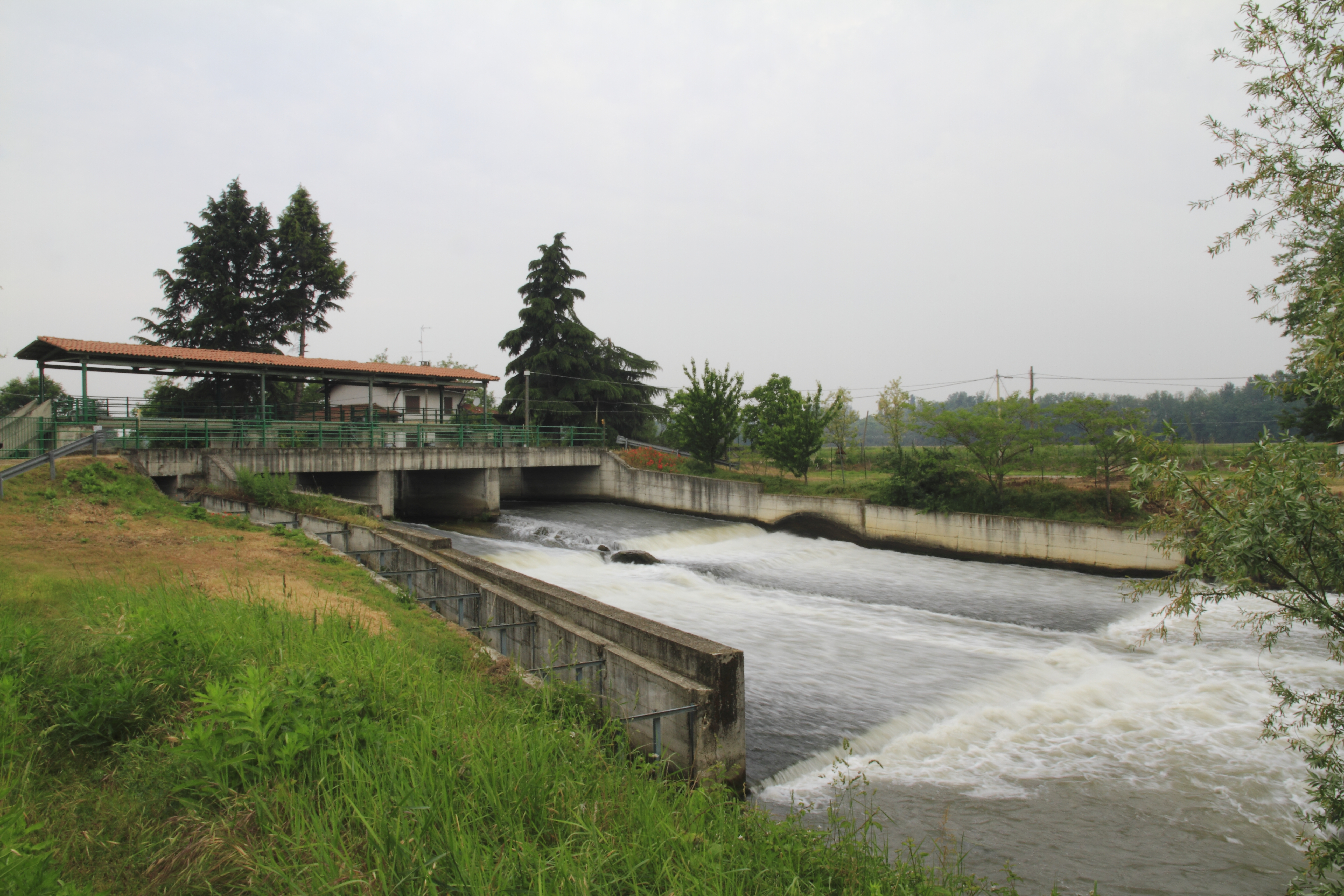
La chiusa del torrente Terdoppio a Zinasco Nuovo

Zinasco (Zinàsch in dialetto lomellino) è un comune italiano di 3 162 abitanti della provincia di Pavia in Lombardia. Si compone di due centri abitati, Zinasco Vecchio (sede del municipio) e Zinasco Nuovo che, con la frazione Sairano, sono allineati sul bordo del terrazzo della Lomellina, dominante la valle alluvionale del Po, poco a valle della confluenza del Terdoppio. Le altre frazioni minori che compongono il comune di Zinasco sono Bombardone e Cascinino.

## Storia
Zinasco, o meglio l'attuale Zinasco Vecchio, è noto fin dal XII secolo come Cinascum. Nell'ambito del dominio pavese fece parte della Lomellina, e precisamente della squadra (podesteria) di Sommo.
Nel XV secolo compare anche Zinaschino o Zinaschetto, l'attuale Zinasco Nuovo. Dal punto di vista feudale seguì le sorti di Cava Manara e di molti dei comuni della squadra di Sommo, passando dagli Eustachi di Pavia agli Arborio di Gattinara e infine (1650) ai marchesi Olevano di Pavia. Con la Lomellina fu acquisito dai Savoia nel 1713, e per trent'anni rimase un luogo di confine (l'Oltrepò Pavese con cui confinava restava infatti all'Austria). Sotto i Savoia fece parte della provincia di Lomellina. Oltre ai due centri Zinasco Vecchio e Zinasco Nuovo (o Zinaschetto), già nel XVII secolo del comune faceva parte la frazione Sairano (il nome del comune era Zinasco, Zinaschetto e Sairano). Era invece separato il comune di San Nazaro del Bosco (che faceva comunque parte dello stesso feudo, e comprendeva la frazione Bombardone). Questo comune era piuttosto singolare, poiché non era un paese a sé ma solo una parte di Sairano. Dopo l'abolizione del comune, che fu assorbito da Zinasco nel 1818, il toponimo scomparve, essendo appunto il paese indistinguibile da Sairano. Questa strana situazione fu probabilmente determinata dal fatto che, essendo il sito più antico di San Nazaro minacciato o distrutto dal Po, gli abitanti si trasferirono a Sairano, potendosi comunque conservare come comunità separata.
Nel 1866 fu unita a Zinasco la frazione Cascinino, staccata da Dorno.

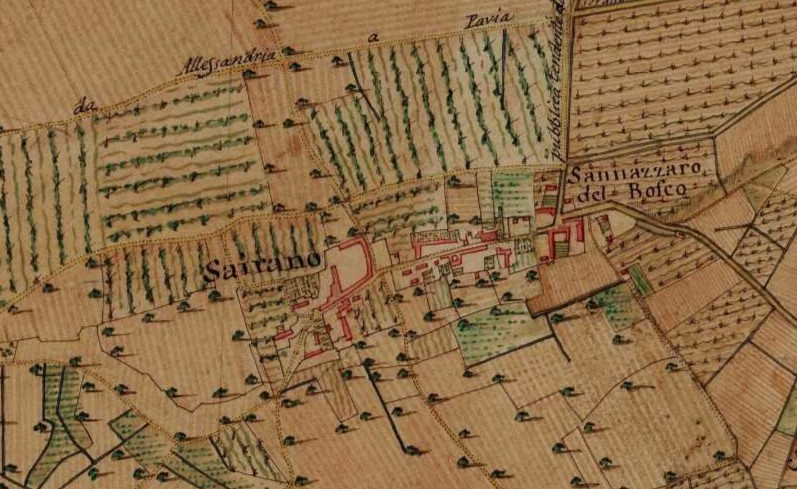
Saiarano e Sannazzaro del Bosco in una mappa del XVIII secolo.

### Simboli
Lo stemma e il gonfalone sono stati concessi con decreto del presidente della Repubblica del 26 febbraio 1982.
Lo stemma del comune è quasi identico a quello della provincia di Pavia.
Il gonfalone è un drappo partito di bianco e d’azzurro.
Lo stemma differisce da quello provinciale per i seguenti elementi: nel terzo cantone l'aquila è su uno sfondo d'oro, mentre nello stemma provinciale è su sfondo d'argento. nel quarto cantone il castello è poggiato su un terreno erboso ed è aperto del campo, mentre nello stemma provinciale è aperto d'argento e non è presente un terreno erboso. Invece nel secondo quadrante è partito, nel secondo è un d'argento alle 5 fasce d'azzurro, mentre nell'originale è un ritroncato di un fasciato di nero e d'argento.

## Società

### Evoluzione demografica
Abitanti censiti

## Cultura

### Eventi

#### Marcia di Sant'Antonio
A gennaio il comune di Zinasco organizza una maratona di un paio di chilometri, con possibilità di ristoro.